# Тама-Мару №2 (вантажне)
Тама-Мару № 2 (вантажне) — транспортне судно, яке під час Другої світової війни взяло участь в операціях японських збройних сил в архіпелазі Бісмарка. 
У грудні 1942-го судно перебувало в архіпелазі Бісмарка, звідки японці зі своєї головної передової бази у Рабаулі на острові Нова Британія провадили операції на сході Нової Гвінеї та Соломонових островах. 24 грудня літаки B-17 «літаюча фортеця» потопили Тама-Мару № 2 біля Гасмати (центральна частина узбережжя Нової Британії).
Варто відзначити, що в березні 1942-го при висадці в затоці Гуон (Нова Гвінея) японці втратили переобладнаний мінний загороджувач з такою саме назвою Тама-Мару № 2.